# 相川 (三重県)

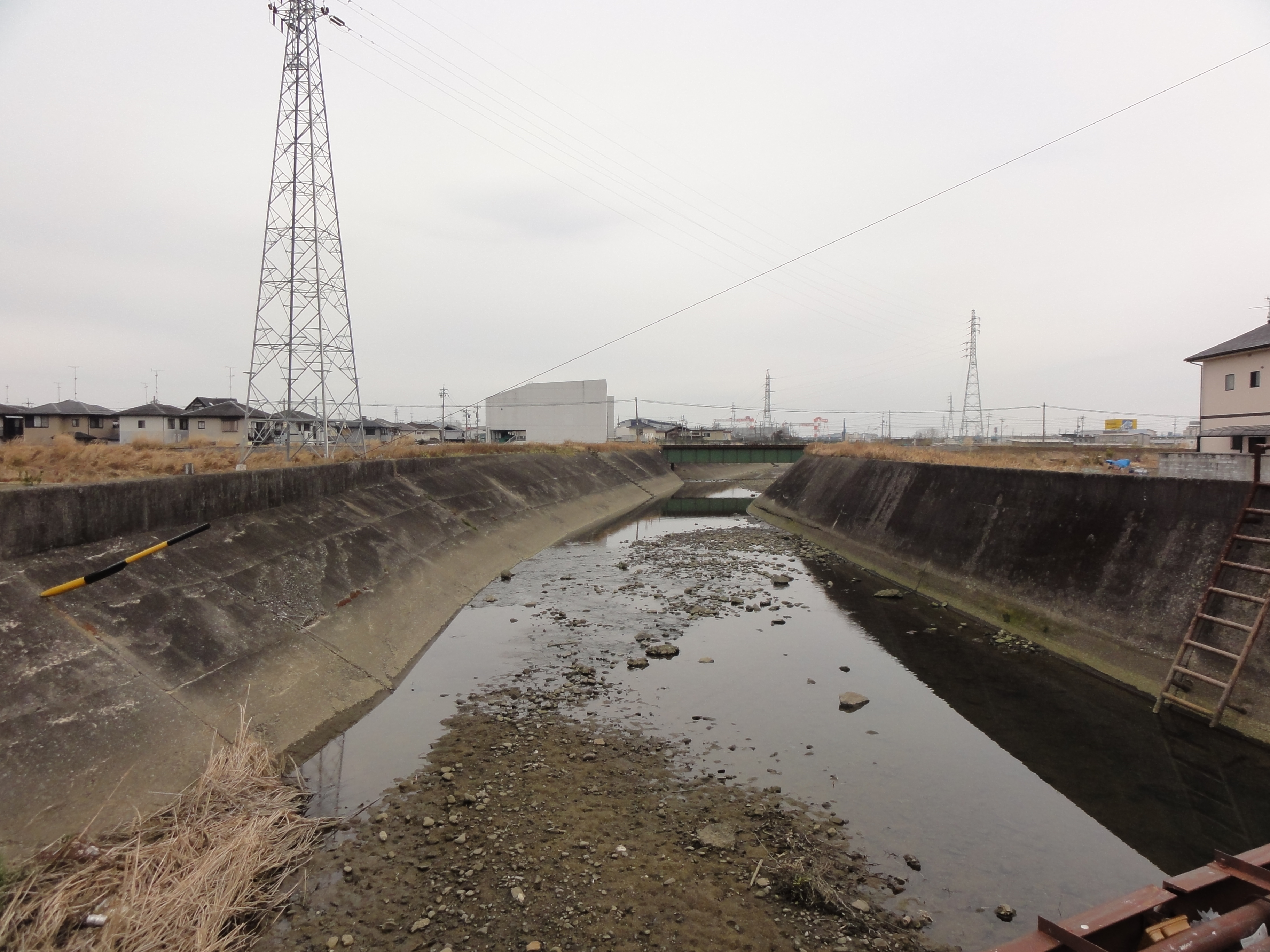
相川橋から下流を眺めた様子

相川（あいかわ）は、三重県津市を流れる二級水系の本流である。

## 地理
三重県津市の農業用水池風早池を源流とする。河口から1 kmほどのところで右岸から天神川、河口付近で月見川、川関川を併せ、伊勢湾に注ぐ。
流域は津市1市のみで山地はほとんどなく、洪積世・沖積世に形成された砂礫台地と三角州性低地によって流域地形の大部分が構成されており、地質としては中流から上流にかけては礫層、下流域は砂層である。下流部の標高0から3 mの低地では天井川の形態になっており、1959年（昭和34年）の伊勢湾台風により被害を受けて以来、河川改修が続けられているが、2年に1度程度の降雨による洪水でもなお被害を生じている。
土地利用は農地が35%、山林が4%、住宅地などの市街地が58%となっており、三重県を縦断する主要な交通機関（国道23号、JR紀勢本線、近鉄名古屋線）が通過する。また、相川流域には埋蔵文化財包蔵地があり、相川西方遺跡や、丸地遺跡、垂水A遺跡などが知られている。
河川の利用としては、水系全体で農業用水として11件の慣行水利権が設定され、相川で7箇所、天神川で4箇所の取水口が設けられており、0.284 m3/s（24.2 ha）が取水されている。水産資源が乏しいため漁業権は設定されておらず、河口部で住民が娯楽として釣りをするにとどまる。

## 主な支流
二級河川と準用河川を下流側から順に記載する。
| 河川   | よみ         | 次数    | 種別              | 管理者      | 主な経過地 | 河川延長 （km） | 備考 |
| ------ | ------------ | ------- | ----------------- | ----------- | ---------- | --------------- | ---- |
| 相川   | あいかわ     | 本川    | 二級河川 準用河川 | 三重県 津市 | 津市       | 約6.5           |      |
| 川関川 | かわぜきがわ | 1次支川 | 準用河川          | 津市        |            |                 |      |
| 月見川 | つきみがわ   | 1次支川 | 準用河川          | 津市        |            |                 |      |
| 天神川 | てんじんがわ | 1次支川 | 二級河川 準用河川 | 三重県 津市 | 津市       |                 |      |

## 自然誌

### 植物相
中上流域にはマダケ、ネムノキ、エノキ等の樹種からなる河畔林が分布し、生物の生息空間としてアオサギ等の鳥類、カラスアゲハ等の昆虫類といった多様な生物を擁するとともに、周辺の田園とともに良好な景観を構成している。
相川河口部や支流の天神川下流などにはヨシ原やヒメガマ群落があり、魚類やカニ類に貴重な生息空間を提供するとともに、サギ類、ヒクイナ、オオヨシキリといった種の鳥類が確認されているほか、干潟が形成されており、釣りシーズンにマハゼなどを釣る釣り客でにぎわう。

### 魚類
「河川水辺の国勢調査」が相川および天神川において3回実施された結果、オイカワ、アユ、モツゴ、スミウキゴリ、スズキ、マハゼ、ウナギなど、合計45種の魚類が確認され、メダカなど生息数が減少している貴重な種や、天然溯上したアユが確認されている。その一方で、相川中流部や天神川下流などで、ブラックバス、ブルーギルやカダヤシといったの外来種も確認されている。
河口部では干潮時に出現する干潟に、ハゼ類が多数生息していることが確認されており、スズキ、ボラ、キチヌなどの汽水魚・海水魚が確認されている。また、ケフサイソガニ等のカニ類が確認されているほか、重要な種のシオクグ群落が生育している。
中流部の一部は堰による湛水域となっており、流れの緩やかな環境が多数見られる。オイカワ、カマツカ、モツゴなどの純淡水魚のほか、ゴクラクハゼ、シマヨシノボリなどの回遊魚が確認されている。
天神川下流部は水際に植物が繁茂し、オイカワ、ギンブナ、メダカといった淡水魚のほか、スズキやスミウキゴリなどの回遊魚が確認されている。

## 水質
15年度以降の水質は、BOD75%値は概ね新相川橋地点でBOD3mg/1以下、相川橋地点でBOD5mg/1以下となっており、環境基準B類型からC類型に相当する水質である。